# Sténio Vincent
Sténio Joseph Vincent (Puerto Príncipe, 22 de febrero de 1874 – Puerto Príncipe, 3 de septiembre de 1959) fue un abogado y político haitiano, que ejerció como Presidente de dicho país entre el 18 de noviembre de 1930 y el 15 de mayo de 1941.

## Biografía
Sténio Vincent nació en Puerto Príncipe. Era mulato, hijo de Benjamin Vincent y Iramène Brea, de nacionalidad Dominicana.

### Presidencia
Graduado de la Escuela de Leyes a la edad de 18 años, fue elegido en 1915 jefe de la Cámara de Diputados de Haití. Fue Ministro del Interior y Obras Públicas entre 1916 y 1917 y, posteriormente, alcalde de Puerto Príncipe, la capital del país.
En octubre de 1930, los haitianos escogieron por primera vez una asamblea nacional desde 1918, la cual nombró a Sténio Vincent como Presidente de Haití. Políticamente, Vincent había basado su campaña en una retórica nacionalista, en oposición a la ocupación estadounidense del país, existente desde 1915.
En agosto de 1934, el presidente de los  Estados Unidos, Franklin D. Roosevelt, retiró los marines. Aun así, los Estados Unidos mantuvieron sobre Haití un control fiscal directo hasta 1941 e indirecto hasta 1947. En 1935, un plebiscito extendió su período presidencial hasta 1941 y enmendó la constitución de modo que los futuros presidentes fueran elegidos por voto popular.
En octubre de 1937, tropas y policía de la República Dominicana masacraron miles de obreros haitianos que vivían cerca de la frontera, en lo que se conoció como Masacre del Perejil. Sténio Vincent disfrutaba de una relación de cooperación y soporte financiero con el gobierno del dictador dominicano Rafael Trujillo, por lo que no hubo gran repercusión al respecto. Sólo después de dos años de relativa tranquilidad en Puerto Príncipe, las protestas de varios sectores de la población irrumpieron en contra de la débil respuesta dada por Sténio Vincent a la masacre. El gobierno de República Dominicana acordó en 1938 indemnizar a los familiares de los trabajadores muertos, aunque gran parte de ese dinero no llegó a los destinatarios producto de los altos niveles de corrupción.
En 1941, Vincent declaró su intención de renunciar, y la transición de la presidencia a su sucesor, Élie Lescot, se realizó pacíficamente.